# حزب لیبرترین
حزب لیبرترین (انگلیسی: Libertarian Party) از احزاب سیاسی ملی آمریکایی است که بازتاب دهنده، نماینده و مروج ایده‌ها و فلسفه‌های لیبرترینیسم (آزادی به عنوان یک هدف سیاسی) و بازار آزاد، لسه فر (عدم مداخله دولت در اقتصاد) است. حزب لیبرترین در جلساتی در منزل دیوید نولن در وستمینستر، کلرادو در ۱۹۷۱ ایجاد شد. شکل‌گیری رسمی حزب لیبرترین در ۱۱ دسامبر ۱۹۷۱ در کلرادو اسپرینگز رخ داد. تأسیس حزب تا حدی ناشی از دغدغه‌ها در خصوص جنگ ویتنام، سربازی اجباری، و پایان استاندارد طلا بود.
گرچه حزب رسماً برچسب چپ یا راست ندارد، بسیاری از اعضای آن منجمله گری جانسن، نامزد آن در انتخابات ریاست‌جمهوری ۲۰۱۲ ایالات متحده آمریکا معتقدند که حزب از نظر فرهنگی از دموکرات‌ها لیبرال‌تر، و از نظر اقتصادی و مالی از جمهوری‌خواهان محافظه‌کارتر است. در تضاد با برنامۀ ترقی‌خواهانه‌تر و لیبرال‌اجتماعی‌تر دمکرات‌ها و برنامۀ محافظه‌کارانه‌تر جمهوریخواهان، حزب لیبرترین عموماً مروج پلتفرمی لیبرال‌کلاسیک بوده‌است. سیاست‌های کنونی حزب پایین آوردن مالیات‌ها، اجازه دادن به مردم به خروج از تأمین اجتماعی، لغو برنامه‌های رفاهی، قانونی کردن مواد مخدر غیرقانونی و حمایت از حقوق داشتن اسلحه است.